# Танана (долина)
64°24′ пн. ш. 147°00′ зх. д. / 64.4° пн. ш. 147° зх. д.
Танана (англ. Tanana Valley) — низинна болотиста місцевість в центральній Алясці, США. Знаходиться на північному схилі Аляскинського хребта, у місці, де починається рівнинна ділянка річки Танана.

## Клімат
Клімат Долини різко континентальний, з великими перепадами температур протягом року. Взимку часті сильні тумани. Влітку, через вічну мерзлоту та рясні опади, заболочується. Є численні гідролаколіти - горби з крижаним ядром. Зростають ялинові ліси.

## Населення

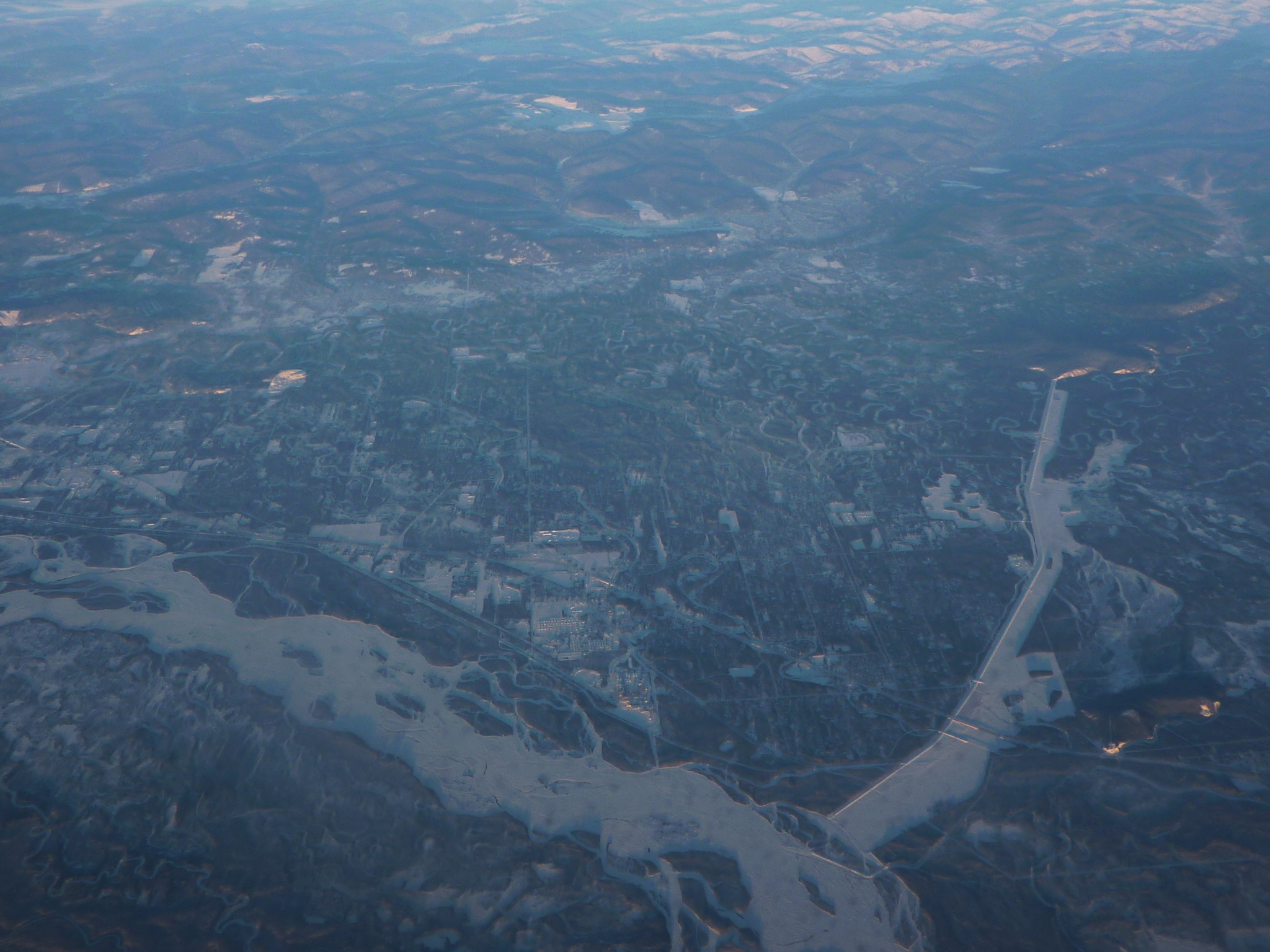
Східні передмістя Фербанкса у долині Танани

Це найнаселеніший район Аляски. Найбільше місто Долини - Фербанкс. Інші населені пункти - Коледж, Чина Хот Спрінгс, Іельсон Ейфбі, Естер, Форт Вейнрайт, Фокс, Менлі Хот Спрінгс, Ненана, Норс Поул, Ту Ріверс.

## Археологія та палеогенетика
На місцезнаходження ріки Вранішнього Сонця в останках немовлят USR1 і USR2 віком 11,5 тис. років, визначені мітохондріальні гаплогрупи С1b і В2 відповідно. Палеогенетики, що досліджували геном дівчинки, що жила в долині Танана прибл. 11,5 тис. років тому дійшли висновку, що предки всіх американських індіанців однією хвилею переселилися з Чукотки на Аляску в пізньому плейстоціні бл. 20-25 тис. років тому, до того як Берінгія зникла прибл. 20 000 років тому. Після цього «стародавні берінгійці» були в Америці ізольовані від Євразії. Між 17 і 14 тис. років тому відбулося їх поділ на північну та південну групи палеоіндіанців з яких сформувалися народи, що заселили Північну та Південну Америки.